# Родники (Калужская область)
Родники, прежде Аболдуевка — деревня Перемышльского района Калужской области. Входит в состав сельского поселения «Село Борищево».

## География
Аболдуевка расположена в 22 км от Калуги, в 19 км от села Перемышль, в 7 км от села Воротынск и в 3,5 км от села Борищево.
В деревне имеется несколько родников, фруктовые сады, рядом находится большой сад чёрноплодной рябины.

## История
В 1778 году деревня принадлежала Илье Тинькову, капитану артиллерии, за которым числилось 42 души мужского пола и 207 десятин земли. В 1869 году принадлежала Сергею Николаевичу Тинькову.
В «Списке населенных мест Калужской губернии» упоминается как владельческая деревня Аболдаевка (Болдовка) при речке Высса в 18 вёрстах от Перемышля, в которой насчитывалось 13 дворов и проживало 86 человек.
С 1863 года в составе Заборовской волости Перемышльского уезда.
В 1929 году в деревне организован колхоз «Дружный труд», который вошёл в состав Борищевского сельсовета в 1931 году.
В середине 1980-х годов деревня опустела и её исключили из перечня населенных пунктов. В 2010-х на территории бывшей деревни вновь стали селиться люди и в 2013 году обратились к местным властям с просьбой зарегистрировать населенный пункт под прежним названием — Аболдуевка. Однако от жителей деревни потребовали подобрать ей более благозвучное название, и те выбрали «Родники», поскольку вокруг деревни множество родников с чистейшей водой.